# Tadorna cana

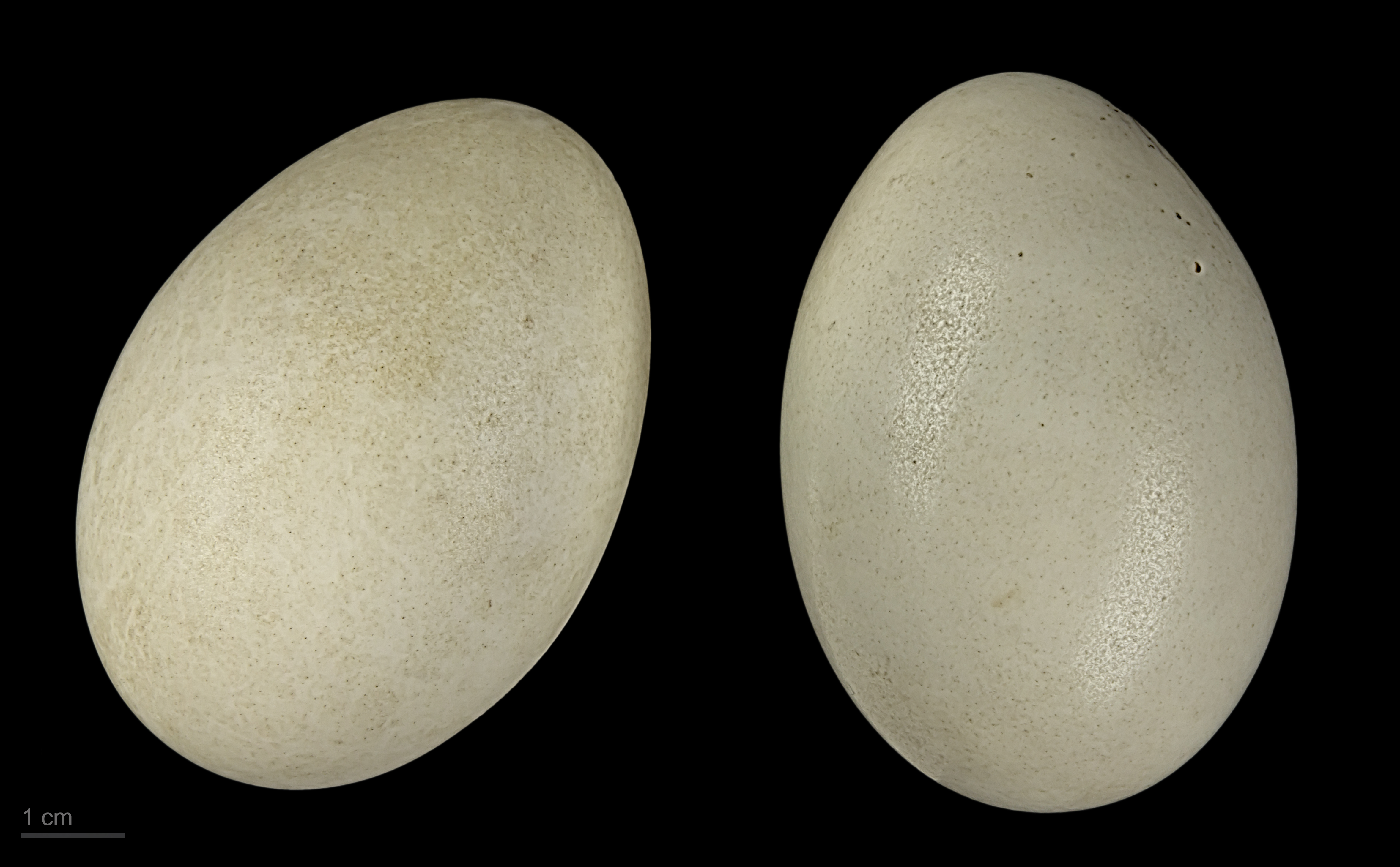
Tadorna cana - MHNT

El tarro sudafricano o tarro de El Cabo (Tadorna cana) es una especie de ave anseriforme de la familia Anatidae, que también incluye a los cisnes, gansos y patos.
Mide 64 cm de largo. Se reproduce en el sur de África, principalmente en Namibia y Sudáfrica. En el invierno en el hemisferio sur, muchas aves se desplazan al noreste desde las áreas de reproducción hacia campos preferidos para la muda, donde se observan grandes colonias.
Esta especie por lo general habita en lagos y ríos en zonas de terrenos descampados, para poner los huevos utiliza cuevas en desuso de mamíferos, por lo general las del aardvark.
El adulto de esta especie posee un cuerpo rojizo y alas con vetas negras, blancas y verdes. La cabeza del macho es gris, mientras que la hembra posee una cara blanca con una corona, nuca y laterales del cuello gris oscuros.
El tarro sudafricano es una de las especies a las que se aplica el Acuerdo sobre la Conservación de Aves acuáticas migratorias africanas-europeas.
El nombre del género Tadorna posee raíces celtas y significa "ave acuática colorida".